# Palais Sforza Cesarini

Le Palais Sforza Cesarini est un des monuments du centre historique de la localité amiatine de Santa Fiora. Il a été construit en 1575 sur les bases de la forteresse aldobrandesque initiale de la ville.
Il est constitué en partie par les vestiges anciens du Duecento de la Torre degli Aldobrandeschi et de la Torre dell'Orologio, insérés depuis le Cinquecento par les Sforza pour leur nouvelle résidence, dénuée d'intérêt militaire, en un long bâtiment comportant une porte d'entrée dans la ville, et remanié à l'Ottocento.

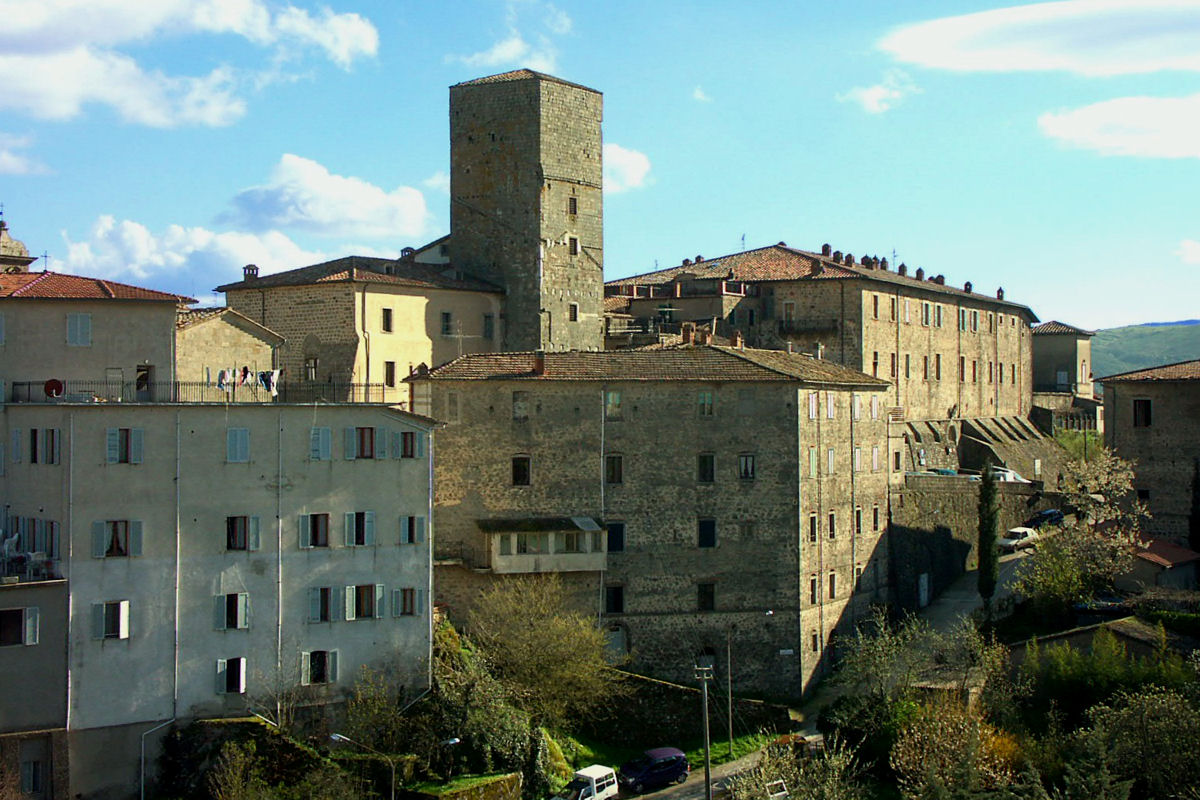
Flanc du palais côté fortifications et tour des Aldobrandeschi.
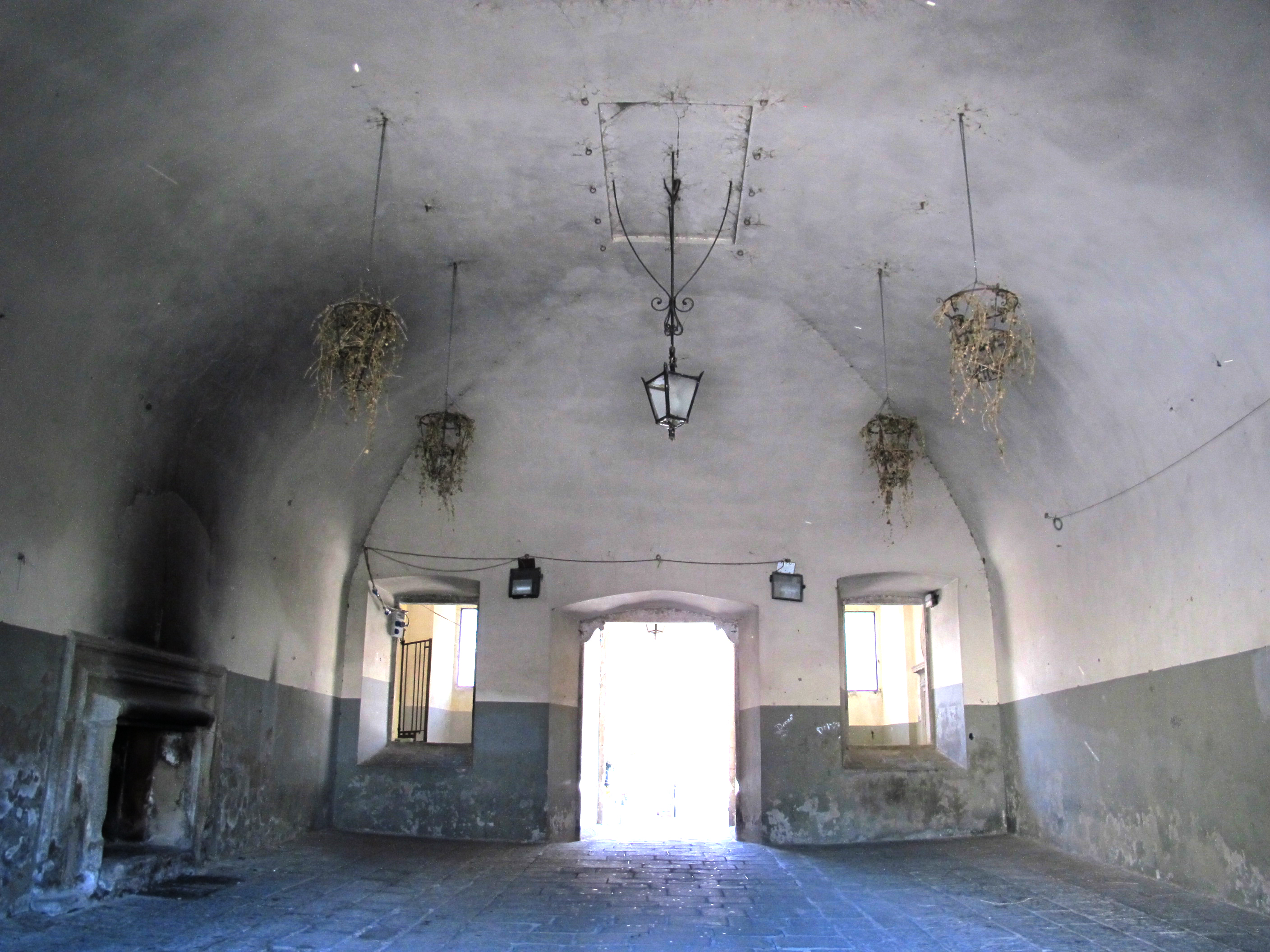
Passage public dans le palais.
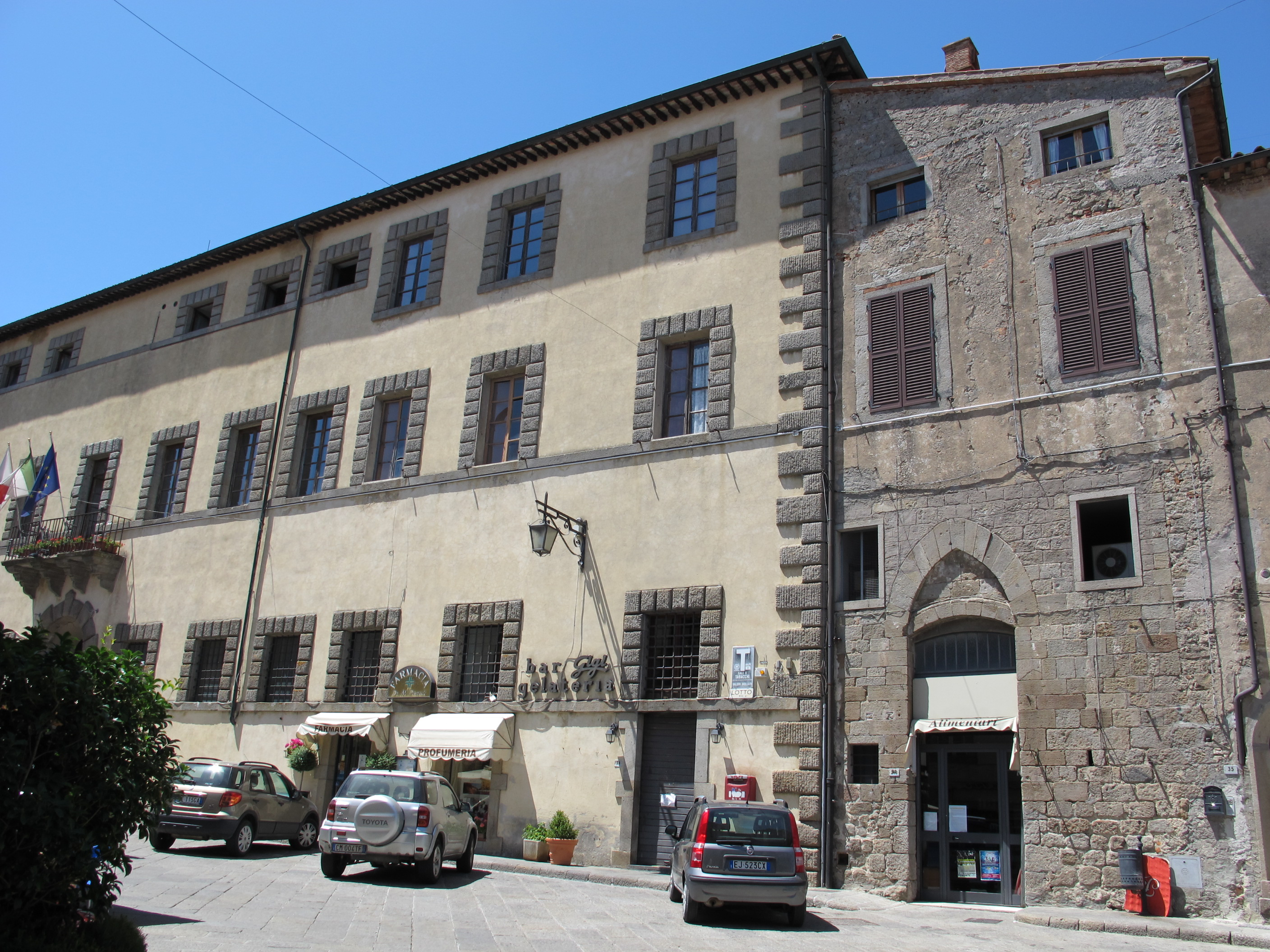
Partie ouest au-delà de la Tour de l'Horloge.